# Mariana Machado
Mariana Machado (Braga, 12 de novembro de 2000) é uma corredora portuguesa de meia distância e cross country.  Ela competiu na prova feminina de 3.000 metros no Campeonato Europeu de Atletismo Indoor de 2021. 
Em 2024, fez a sua estreia olímpica nos Jogos Olímpicos de Verão, em Paris, na competição feminina de 5000 metros.
É filha da corredora olímpica portuguesa Albertina Machado.

## Prémios
| Ano  | Prêmio      | Categoria      | Resultado |
| ---- | ----------- | -------------- | --------- |
| 2020 | Prêmios CDP | jovem promessa | Venceu    |
| 2021 | Prêmios CDP | jovem promessa | Venceu    |

## Melhores marcas pessoais
Em fevereiro de 2023, Mariana Machado correu os 3.000 metros no meeting de Metz, em França, conseguindo a sua melhor marca pessoal com 8.48,41 minutos.